# 瓦當斯鎮區 (伊利諾伊州斯蒂芬森縣)
瓦當斯鎮區（英語：Waddams Township）是位於美國伊利諾伊州斯蒂芬森縣的一個行政鎮區。

## 地方資料
根據2010年美國人口普查的數據，瓦當斯鎮區的面積為92.80平方千米，當中陸地面積為92.80平方千米，而水域面積為0.00平方千米。當地共有人口773人，而人口密度為每平方千米8.33人。